# Daredevil
Pour les articles homonymes, voir Daredevil (homonymie).
Matthew « Matt » Murdock, alias Daredevil est un super-héros évoluant dans l'univers Marvel de la maison d'édition Marvel Comics. Créé par le scénariste Stan Lee et le dessinateur Bill Everett — avec l'aide de Jack Kirby et Steve Ditko, le personnage de fiction apparaît pour la première fois dans le comic book Daredevil #1 en avril 1964. En France, il apparait dès  Strange no 1 en janvier 1970.
L'expression anglaise « daredevil » — de dare (oser) et devil (diable), littéralement « tenter le Diable » —, souvent utilisée pour qualifier les acrobates ou autres cascadeurs, peut se traduire par « casse-cou » ou « trompe-la-mort. » Du reste, Daredevil est surnommé « L'homme sans peur » (The Man without fear).

## Historique de la publication

Logo de la série originale Daredevil.

### Première série (1964-1998)
Daredevil est créé par Stan Lee et Bill Everett ; le personnage est inspiré d'un comics du même nom créée par Don Rico et Jack Binder (en) en 1940 où le héros, baptisé « Bart Hill », n'était pas aveugle mais muet, du moins au début de la série. Pour l'anecdote, la revue Daredevil comportait les aventures de Nightro, qui lui était aveugle mais dont le costume était presque le même que celui de Daredevil.
À l'époque, Bill Everett travaille en même temps pour une agence de publicité et a du mal à tenir les délais de réalisation du comics Daredevil. C'est pourquoi la couverture et la première page reprennent des esquisses du personnage faites par Jack Kirby. Stan Lee avait demandé à ce dernier de dessiner ce nouveau comics, mais finalement Kirby fut obligé de décliner l'offre, étant déjà surchargé de travail, après avoir cependant réfléchi avec Lee sur l'histoire et fait quelques dessins préparatoires. L'un de ceux-ci, encré par Everett, est utilisé pour la couverture. Steve Ditko a aussi participé au premier numéro de Daredevil en tant qu'encreur non crédité pour quelques pages.
Everett quitte rapidement le titre, bientôt remplacé par Wally Wood, Bob Powell ou John Romita. C'est avec Gene Colan que le comics trouve sa véritable identité, entre soap opera (Matt Murdock s'invente un frère jumeau, Mike, pour dissimuler son identité secrète) et drame. Stan Lee pousse l'aspect comédie, alors que Gene Colan développe le réalisme. Colan restera de longues années, aidé notamment du scénariste Gerry Conway. Se succéderont Steve Gerber, Jim Shooter, Roy Thomas (scénario), Roger Mc Kenzie (scénario) et Bob Brown, Carmine Infantino ou encore Gene Colan (dessins).
En 1979, Frank Miller rejoint le scénariste Roger McKenzie puis reprend seul les rênes de la série Daredevil, pour en faire un polar très sombre et très psychologique. Miller propulse l'ancienne série B aux sommets des ventes et Daredevil devient alors un personnage culte. Miller réutilise alors le personnage du Caïd, un super-vilain apparu dans la série Spider-Man, pour en faire l'ennemi juré de Daredevil. On lui doit aussi la touche « ninja » avec la création de l'organisation criminelle la Main, du personnage de Stick et surtout celui d'Elektra Natchios, première des « bad girls » à la fois amantes et ennemies de Daredevil, qui jalonneront la vie de Matt Murdock. Enfin, Miller casse l'image lisse de Daredevil en dévoilant son profond côté névrosé (convaincu d'une mise en scène de la mort d'Elektra, Murdock ira jusqu'à déterrer son cadavre dans sa tombe).
En conséquence, la succession de Miller assurée par le scénariste Dennis O'Neil sera difficile, et Miller reviendra, cette fois-ci accompagné du dessinateur David Mazzucchelli pour l'histoire Born Again (en), désormais légendaire. Ann Nocenti et John Romita Jr. développeront la symbolique chrétienne du personnage, tandis que Dan Chichester et Lee Weeks orienteront la série vers plus d'action.

### Deuxième série (1998-2009) puis retour à la première (2009-2011)
Joe Quesada, fraîchement devenu responsable éditorial de la collection Marvel Knights, relance la série Daredevil en la confiant au cinéaste Kevin Smith. La série connaît alors un grand succès au début des années 2000 avec l'équipe Brian Michael Bendis et Alex Maleev, qui laissent sans doute l'une des meilleures périodes du titre. Bendis s'attache plus à Matt Murdock qu'à son alter-ego super-héros, et les apparitions de Daredevil en costume se font plus rares. De plus, le scénariste met à nouveau en jeu l'identité secrète de Daredevil qui est à nouveau dévoilée, cette fois-ci par les médias. Murdock ne peut trouver une parade sûre et beaucoup de gens sont persuadés de la véracité de l'information. Lassé par les méfaits des gangs, Daredevil déclare même être le nouveau Caïd (l'ancien étant en prison) et impose ainsi sa loi dans Hell's Kitchen pour en faire un quartier sûr. Cette série est récompensée du prix Eisner de la meilleure série en 2003. Bendis reçoit deux années de suite en 2002 et 2003 celui du meilleur scénariste alors qu'il est entre autres sur la série Daredevil.
Par la suite, le tandem composé d'Ed Brubaker et de Michael Lark, sous la responsabilité éditoriale de Warren Simons, assure la relève et plonge à nouveau le héros dans une des périodes les plus noires de son existence. En 2009, Marvel décide de repartir à la première série en renombrant la série au numéro 500. Brubaker reçoit en 2007, 2008 et 2010 le prix Eisner du meilleur scénariste.

### Troisième et quatrième séries (2011-2015)
En septembre 2011, le titre est relancé au numéro 1 (cinquième volume). Le scénariste Mark Waid revient alors aux origines du personnage des années 1960, avec un Daredevil moins sombre, plus léger et dont les super-sens sont exploités pour décrire le monde qui l'entoure, aussi bien dans son quotidien que lors de ses aventures.
Le passage de Waid voit la série être récompensée, en 2012, de deux prix Eisner : celui de la meilleure série et celui du meilleur numéro ou meilleur one-shot pour le numéro 7 de la troisième série. C'est par ailleurs lorsqu'il est au scénario de cette série que Waid remporte également le Eisner du meilleur scénariste cette année.

### Sixième et septième séries (depuis 2019)
En février 2019, Chip Zdarsky devient scénariste et alors le titre Daredevil est relancé au numéro 1 pour la sixième fois. La série s'étale sur 36 numéros et se termine en février 2022[réf. nécessaire]. La série annonce le crossover Devil's Reign .
La septième série débutera en juin 2022. Elle prend la suite des évènements de Devil's Reign.

## Biographie du personnage
Sous son identité civile, Daredevil est Matthew Murdock, dit « Matt » Murdock, un avocat de New York aveugle, accompli et respecté.
Après la mort présumée de sa mère survenue alors qu'il avait six ans, Matt est élevé par son père. Celui-ci avait promis à sa femme mourante de prendre soin de leur fils. Se prenant pour un raté, il oblige Matt à ne pas suivre son exemple et le pousse à faire des études pour devenir avocat ou médecin. Mais, souffre-douleur des enfants de son quartier et des malfrats qui peuplent Hell's Kitchen, Matt est considéré comme un « raté ».
Un jour, alors âgé de neuf ans, Matt est victime d'un accident en essayant de sauver un homme aveugle d'un accident. Au cours du sauvetage, des déchets radioactifs percutent le garçon qui perd la vue, mais développe en contrepartie ses autres sens à un niveau surhumain, acquérant un « sens radar » qui remplace sa vue. En s'entraînant physiquement, il devient aussi un véritable athlète. Dans ses déplacements et combats, il utilise souvent sa petite canne d’aveugle modifiée, qu'il peut séparer en deux et qui contient un grappin relié à un câble et un bâton de combat, l'utilisant comme une arme.
Après l'assassinat de son père, Matt se jure de venger sa mort et de lutter pour la justice en tant qu'avocat. Au début, il a cependant du mal à maîtriser ses pouvoirs (il sera involontairement à l’origine de la création de Typhoid Mary). Il est alors aidé par Stick, un homme aveugle lui-aussi qui maîtrise les arts martiaux, qui entraînera également Elektra au combat.
Au cours de sa carrière, Daredevil combat de nombreux ennemis. Il découvre finalement que sa mère est toujours vivante et qu'elle est devenue nonne. Au niveau sentimental, nombre de ses histoires finissent mal, avec entre autres le décès d'Elektra (qui ressuscitera par la suite) et de Karen Page, sa petite-amie, toutes les deux tuées par le Tireur (« Bulleye » en VO). Karen Page, devenue toxicomane, donnera d'ailleurs au Caïd (via un intermédiaire) l'identité secrète de Daredevil durant l'arc narratif Born Again (en). Toutefois, le truand ne révélera pas le secret de Murdock mais en profitera pour tenter de le briser socialement et par la suite le tuer.
Un des hommes de main du Caïd fera à sa place la révélation aux médias de l’identité réelle de Daredevil, essayant ainsi de grimper les échelons et de prendre la place de son patron. Les conséquences de cet acte seront nombreuses pour Murdock, qui niera les faits et attaquera même en justice le journal à l'origine de la révélation. Pendant cette période, Matt se marie avec Milla Donovan, jeune aveugle qu'il a sauvée en tant que Daredevil, et fera une dépression nerveuse en se mettant nombre de ses amis à dos.
Le meilleur ami de Matt est Franklin Nelson, qu'il surnomme « Foggy », un jeune avocat avec lequel ils ont créé leur cabinet juridique, le cabinet « Nelson & Murdock », et pour qui Matt éprouve une affection marquée. Foggy, qui n'a appris que tardivement la double identité de Matt, l'aide à concilier son activité de super-héros et son travail d'avocat ; il se fait aussi, souvent, la conscience et la raison de Matt. Lors du procès instigué en secret par le Caïd en vue de faire radier Murdock du barreau, Foggy assurera sa défense et lui évitera la prison.

## Pouvoirs, capacités et équipement

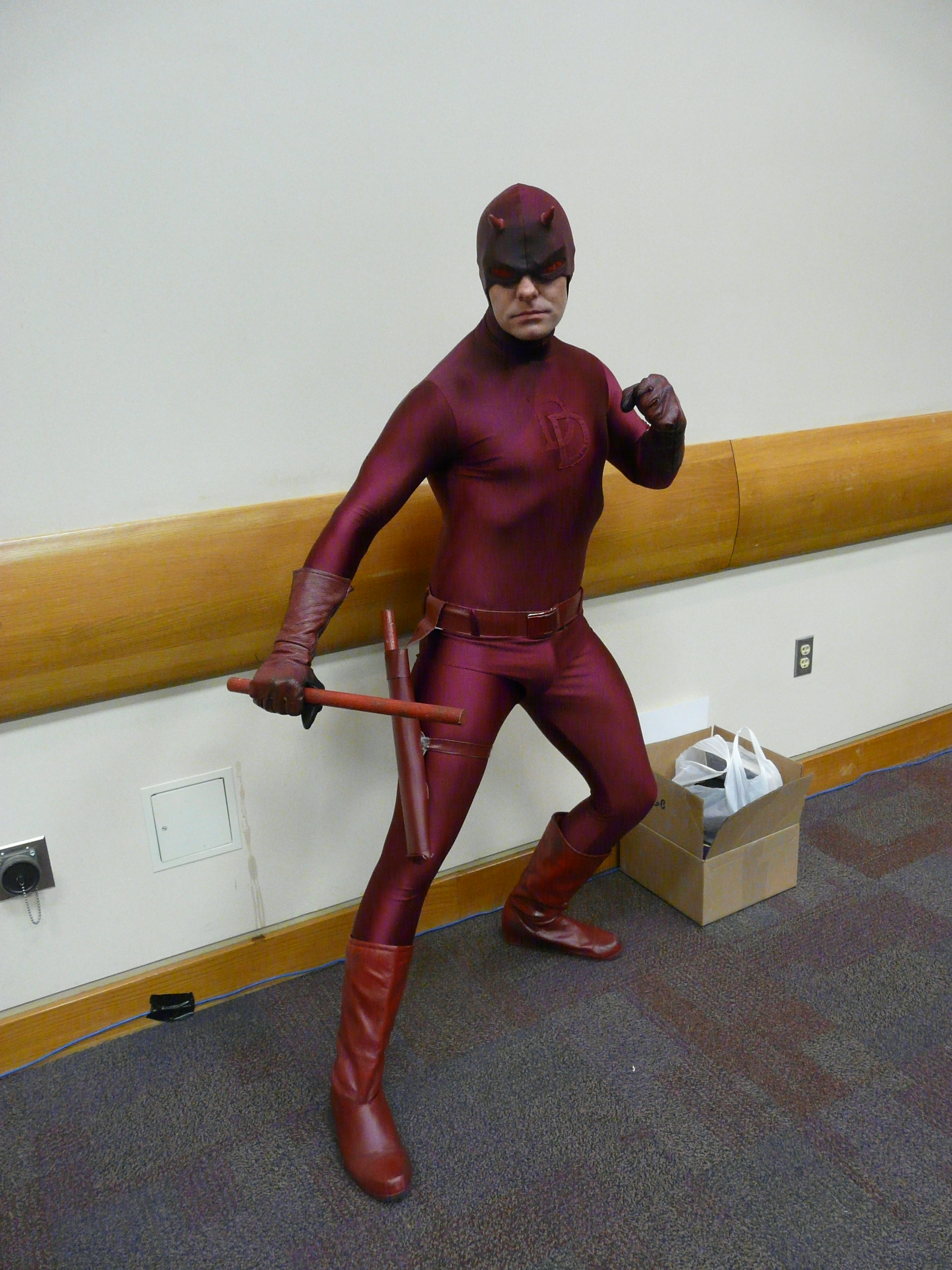
Cosplay de Daredevil.

### Capacités
Au-delà de l'accroissement surhumain de ses sens, Matt Murdock ne possède aucun super-pouvoir. Depuis son adolescence, il pratique un entraînement physique intensif et rigoureux (notamment avec des poids et des haltères), ce qui lui permet de soulever environ 200 kg.
Il pratique de nombreux sports de combat qu'il a combiné pour former son propre style d'art martial. Cela comprend des techniques de ninjutsu, d'aikijutsu, de ju-jitsu, de capoeira, de judo, d'aïkido, de lutte et de combat au bâton, combinés avec la boxe américaine tout en faisant pleinement usage de ses capacités de gymnaste. Par ailleurs, il possède une connaissance approfondie des points vitaux (en raison de sa formation et de son sens radar), et un niveau surhumain de conscience kinesthésique, ce qui améliore ses capacités au combat.
Après avoir été formé par Stick, Murdock est devenu un maître du combat au corps à corps ainsi qu'un gymnaste et un acrobate exceptionnel. C'est également un combattant très habile dans le sens où, le plus souvent, il préfère se servir de son intelligence au lieu de sa force ou de ses talents pour venir à bout de ses adversaires.
Sous son identité civile, Matt Murdock est un brillant avocat de la défense, spécialisé dans les affaires criminelles. Il possède une connaissance quasi-encyclopédique de la loi, en particulier les nouveaux statuts de New York. C'est aussi un habile détective, un expert en interrogatoire et un bon tireur d'élite (en dépit du fait qu'il soit aveugle).

### Pouvoirs
Matt Murdock a (ironiquement) obtenu ses pouvoirs en perdant la vue à l'âge de neuf ans, sauvant (dans les comics) un passant aveugle qui traversait une rue d'un camion venant en sens inverse. Le jeune Matt, poussant l'homme et le mettant hors de danger, voit le camion faire une embardée et, lors du choc, un isotope radioactif s'échappe de la cargaison du camion, le frappant en plein visage et le rendant aveugle. Pendant sa convalescence à l'hôpital, il découvre que son ouïe, son odorat, son goût et son sens du toucher ont été amplifiés à un degré surhumain. Il nomme cette capacité « hypersens ».
Il découvre aussi qu'il a développé un « sens radar », similaire à l'écholocalisation des chauves-souris, qui lui permet de former une image mentale de son environnement à une trentaine de mètres, en lui donnant des capacités bien au-delà des limites d'une personne voyante ; grâce à ce pouvoir, très peu de gens savent que Daredevil est aveugle. Selon Stan Lee, les organes sensoriels de Murdock ont reçu un niveau surhumain de développement, son oreille interne (qui contrôle l'équilibre et les mouvements du corps) étant aussi très développée, ce qui l'aide dans ses acrobaties qui dépassent même celles des athlètes valides de niveau olympique.
Lorsque Frank Miller rejoint le titre en 1979, il élargit la plupart des capacités de Daredevil et tente de le rendre « assez extraordinaire pour être passionnant, mais pas à la hauteur de Superman », en notant les pouvoirs nettement incroyables du Kryptonien. La première chose qu'il fait est de « relooker » son sens radar et de le rendre moins distinct et plus crédible.
Sens radar
- Le « sens radar » de Daredevil fonctionne comme une sorte de sonar, ce qui lui permet d’éviter tout obstacle, immobile ou non, en détectant sa présence[1].
- Son cerveau peut ressentir les ondes électromagnétiques qu’il émet ; comme dans le cas des cris de la chauve-souris, les ondes émises par son cerveau « rebondissent » sur les obstacles. Cet écho est ensuite analysé par son cerveau, lui fournissant un schéma global de son environnement sur 360 degrés, sous la forme d’une « image » similaire à son ancienne vue. Cependant, des objets relativement proches les uns des autres peuvent apparaître « unis » quand il les perçoit avec son sens radar. La portée de son « sens radar » est d’environ une trentaine de mètres[1].
- Sa sensibilité aux ondes a depuis été accrue grâce à son exposition à la radioactivité ; Daredevil est désormais capable de détecter et d’identifier n’importe quel type de radiation électromagnétique du spectre normal, ceci allant des ondes radios (il peut les repérer mais non en comprendre le message) jusqu’aux rayons gammas. Il peut également mesurer l'intensité d’une radiation donnée, voire de faire la différence entre les couleurs par la quantité de radiations qu’elles émettent chacune[1].

L’ouïe
- Le sens de l’ouïe de Daredevil est capable de détecter un changement de pression acoustique de 1 décibel à partir d'un niveau de pression de 7 (alors que chez un humain standard, l’oreille ne peut repérer des variations qu'à partir de 20 décibels)[1]. Grâce à cette audition améliorée, il est capable d'entendre les battements de cœur de Hulk à quatre pâtés de maisons de distance, ceux d’une personne normale à une distance d'environ 10 mètres et peut même entendre des gens chuchoter derrière un mur de verre insonorisé[1].
- Il utilise couramment son audition accrue comme un détecteur de mensonge lors de ses interrogatoires, en écoutant les changements de la fréquence cardiaque d'une personne. Toutefois, cette capacité peut être dupée si le cœur de l'autre personne ne bat pas à un rythme naturel, par exemple si elle est équipée d'un stimulateur cardiaque[1].
- Il a appris à maîtriser son ouïe afin d’isoler uniquement certains bruits, afin de se concentrer sur ceux-ci, en négligeant les bruits de fond (ses propres battements de cœur ou la respirations d'autres personnes)[1].

Le toucher
- Grâce à son sens du toucher développé, Daredevil peut lire un texte en passant ses doigts sur les lettres (imprimées ou manuscrites) d'une page[1] (bien que des pages laminées l'empêchent de lire l'encre), ce qui lui permet de reconnaître les lettres ou les caractères d'imprimerie.
- Sa sensibilité à la température lui permet de sentir la température corporelle d'une personne[1], afin de déterminer si elle est vivante ou morte, et depuis combien de temps. Il peut aussi, grâce à la chaleur dégagée par le corps humain, détecter la présence d’une personne à une distance d’environ 1,5 mètre[1].

L'odorat et le goût
- Le sens de l'odorat de Daredevil est suffisamment développé pour lui permettre de distinguer un individu — à partir du moment où il a passé au moins cinq minutes avec lui[1] — par sa seule odeur naturelle, peu importe la façon dont il tente ensuite de la masquer[1], et de le suivre individuellement, même parmi une foule de gens, s'il ne s’éloigne pas de lui de plus de 15 mètres[1].
- S'il entre dans une pièce fermée, il est capable d'y sentir les traces de fumée d’une cigarette si celle-ci a été fumée au cours des dernières 48 heures[1].
- Il peut aussi déterminer les ingrédients de la nourriture ou d'une boisson, par son parfum, s'ils sont présents en quantités supérieures à 20 milligrammes[1]. Son sens du gout est assez vif pour lui permettre, par exemple, de détecter le nombre de grains de sel sur un bretzel.

Cependant, bien que l'hypersens de Daredevil soit un pouvoir puissant, il est également sensible ; sa principale faiblesse est sa vulnérabilité aux sons (hyperacousie) ou aux odeurs puissantes qui pourraient l'affaiblir temporairement. Cette faiblesse, souvent utilisée par ses ennemis pour l'immobiliser, cause à Daredevil une grande douleur ou le désoriente. En outre, il est obligé d'utiliser son sens radar afin de savoir ce qui se trouve autour de lui, sinon tout son environnement reste invisible pour lui. Mystério, un de ses ennemis, a notamment créé une drogue hallucinogène conçue pour être sans aucun goût ni odeur, afin que Daredevil ne puisse pas savoir qu'il avait été drogué ; jusqu'à ce qu'il consulte le Docteur Strange qui fut en mesure de découvrir son problème, la petite croix que Mystério avait donnée à Daredevil contenait de la drogue.

### Équipement
L'arme de Daredevil est sa matraque (« lasso-canne » dans la version française) qu'il a créée lui-même, fabriquée dans une forme légère d’aluminium.
Déguisée en canne d'aveugle dans son costume civil, c'est une arme polyvalente et un outil qui contient une trentaine de pieds (9 mètres) de câble de commande d'avion liés à un câble en acier trempé et un grappin. Des mécanismes internes permettent d'enrouler et de dérouler proprement le câble, tandis qu'un ressort puissant lance le grappin. La poignée peut être redressée pour une utilisation lors du lancer. La matraque peut également être divisée en deux parties, dont l'un est un bâton de combat, et l'autre se termine par un crochet incurvé.

## Entourage

### Alliés
- Franklin Nelson, dit « Foggy » : un avocat new-yorkais, collègue et un ami de toujours de Matt Murdock, ayant fondé avec lui le cabinet juridique « Nelson & Murdock ». Avant que l'identité secrète de Daredevil ne soit révélée dans la presse par des tabloïds, il était l'une des rares personnes à être déjà au courant. Foggy est prêt à tout pour aider ou réconforter son ami Matt ; il l'a notamment défendu lors de son procès (orchestré en sous-main par le Caïd) visant à le faire condamner à de la prison et le radier du barreau.
- Stick (décédé) : peu de temps après avoir perdu la vue, Matt est contacté par un mystérieux vieillard aveugle, nommé Stick. Celui-ci lui apprend à utiliser son sens radar et lui enseigne le ninjutsu. Stick prend aussi sous son aile la jeune Elektra, mais refuse de mener à terme sa formation à cause du mal grandissant qu'il perçoit en elle. Des années plus tard, Matt, devenu Daredevil, retrouve son mentor et apprend que celui-ci est le chef des Chastes, un clan ninja luttant pour la justice, ennemi naturel de la secte de la Main. Encerclé par les ninja de la Main, Stick se sacrifie pour ses élèves Daredevil et Stone. Cependant, il semblerait qu'il se soit depuis réincarné en Karen, un bébé que Matt avait sauvé et à qui il a donné le prénom de sa bien-aimée qui venait de mourir.
- Ben Urich (en) : un journaliste au Daily Bugle, le quotidien new-yorkais contrôlé d'une main de fer par le fulminant rédacteur en chef J. Jonah Jameson, et où travaille Peter Parker (Spider-Man) en tant que photographe. Ben Urich est l'une des rares personnes à avoir découvert de lui-même les identités secrètes de Daredevil et de Spider-Man ; mais, convaincu de la justesse des actions des deux héros, il avait alors décidé de ne rien en dévoiler. Au fil des ans, il devient le confident et l'ami de Matt et joue un rôle majeur en s'attaquant au Caïd par le biais de ses articles.
- La Veuve noire (Natasha Romanoff) : alors une espionne russe infiltrée en Amérique, elle a rencontré Daredevil et en est tombée amoureuse, bien que leur relation ait connu des hauts et des bas. Néanmoins, quand l'un des deux est en danger, Natasha et Matt n'hésitent pas à s'entraider, voire à faire équipe.
- Karen Page (décédée) : la première secrétaire du cabinet d'avocats « Nelson & Murdock ». Foggy et Matt sont tombés amoureux d'elle en même temps. Mais Karen a finalement choisi Daredevil, ignorant que l'avocat aveugle et son idole costumée étaient la même personne (à l'époque, Foggy ne savait pas non plus que Matt était « Tête à cornes »). Au fil du temps, Daredevil finit par lui révéler son identité véritable ; Karen en est bouleversée et s'éloigne de lui. Elle mène ensuite une carrière d'actrice qui ne décollera jamais vraiment. Tombée dans la déchéance de la drogue et du monde pornographique, elle révèle le secret de son ex petit ami pour une dose de drogue, mais parvient à se racheter auprès de Daredevil. Elle meurt peu de temps après, assassinée par le Tireur sur ordre de Mystério, un ennemi habituel de Spider-Man.
- Milla Donovan : une jeune femme, elle-aussi aveugle, qui fait la connaissance de Daredevil pour la première lorsque celui-ci lui sauve la vie. Étant donné qu'à l'époque l'identité secrète de Daredevil était connue, Milla va rencontrer directement Matt Murdock à son bureau. Les deux ont une relation et finissent par se marier. Mais, un an plus tard, Milla annule le mariage à la suite de révélations montrant que cette relation était basée sur une dépression mentale de Matt, qui n'avait pas réussi à résoudre ses problèmes psychologiques après la mort de Karen Page.
- Spider-Man (Peter Parker) : depuis l'affaire du Rédempteur, Daredevil et Spider-Man connaissent leurs identités secrètes respectives[1]. Spider-Man a eu plusieurs fois besoin de l'aide de Daredevil contre ses ennemis, notamment face au Maître de manège, un hypnotiseur. Matt reconnaît en Peter l'insouciant qu'il était à ses débuts, et tente de lui éviter les tourments qu'il a lui-même connus : ainsi, il retient Parker de battre à mort le Rédempteur et l'éloigne de Wilson Fisk (le Caïd) lors de la guerre des gangs opposant celui-ci à son fils, la Rose.
- Elektra : personnage créé par Frank Miller, Elektra Natchios a vécu une idylle avec Matt Murdock lors de son année d'études passée à New-York quand son père, Nicolas Natchios, un diplomate grec, sera nommé dans cette ville. La mort accidentelle du père d'Elektra lors d'une prise d'otages fera basculer la jeune femme dans le mal. Elle devient alors une mercenaire ninja impitoyable, formée par une organisation ninja mystique nommée la Main. Des vestiges de son amour pour Matt feront vaciller sa cruauté, puis l'amèneront à combattre le Tireur, mais ce dernier la tuera. Par la suite, Elektra sera ressuscitée et fera notamment partie du SHIELD.
- Iron Fist  (Daniel « Danny » Rand) : Foggy Nelson avait engagé Iron Fist et Power Man (des Heroes for Hire) pour protéger Matt Murdock. Depuis, Daniel Rand et Matt Murdock connaissent leurs identités secrètes respectives et ont souvent combattu côte-à-côte. Durant la période où Matt a été emprisonné, Danny porta son costume de Daredevil pour donner le change face au public.
- L'infirmière de nuit : un médecin qui tient une clinique secrète pour soigner les blessures des super-héros, dont Daredevil.
- Dakota North : une détective privée et garde du corps pour le cabinet « Nelson & Murdock ».

### Ennemis
- Le Caïd (Wilson Fisk) : un des chefs de la pègre new-yorkaise, apparu dans le comic book Amazing Spider-Man #50 sous la forme d'un gangster imposant qui tue toutes les personnes qui le gênent. Par la suite, le Caïd devient l'ennemi principal de « Tête à cornes » grâce au scénariste Frank Miller, qui en fait un personnage plus en retrait, puissant et influent, usant beaucoup moins de son physique que dans ses aventures face au Tisseur. Le Caïd se comporte alors plutôt comme un homme d'affaires amoral et subtil qui embauche divers hommes de main, scientifiques et tueurs à gage pour s'occuper de ses ennemis, les plus marquants étant le Tireur, Elektra et Typhoid Mary.
- Le Tireur (« Bullseye » en VO, Benjamin Pointdexter) : un tueur psychopathe qui nourrit une haine maladive envers Daredevil, après que celui-ci l'a sauvé d'une mort certaine. Le Tireur a tué les deux femmes les plus importantes de la vie de Murdock, Elektra Natchios et Karen Page. La première est ressuscitée et malgré leurs haines/amours anciennes, les deux se protègent mutuellement. Lors d'un violent combat avec Daredevil, le Tireur a la colonne vertébrale brisée lors d'une chute ; on lui greffe par la suite des implants en adamantium.
- La Main : une organisation criminelle d'origine japonaise versée dans l'art ninja et le mysticisme. Ses combattants ultra-entraînés possèdent des pouvoirs surnaturels, comme celui de ressusciter les morts. Ils le feront avec Elektra Natchios, qui se battra un temps à leurs côtés.
- Le Chasseur (« Death-Stalker » en VO, Philip Wallace Sterling) : apparu dans Daredevil #39 sous le sobriquet de l'« Exterminator ». Il possède des pouvoirs de téléportation, de dématérialisation et un toucher mortel. Piégé dans la dimension alternative du T-Ray, le Chasseur réussit à se matérialiser temporairement sur Terre. Il finit par mourir, à la suite d'une rematérialisation trop rapide dans une pierre tombale. Toutefois, on apprend qu'il est revenu à l'aide de ses pouvoirs intra-dimensionnels lors d'un combat face à Daredevil et Captain America.
- Le Maraudeur masqué : un scientifique super-vilain dont le casque projette des rafales optiques.
- Le Gladiateur (Melvin Potter) : un mercenaire doué d'une puissance physique peu commune et armé de scies circulaires sur chacun de ses gants. À l'initiative de Daredevil qui l'a soutenu, Melvin s'est depuis retiré du crime organisé, travaillant dans sa boutique de vêtements en tant que créateur et confectionneur de costumes.
- L'Homme-pourpre (Zebediah Killgrave) : un ancien espion et tueur yougoslave. Il possède une peau au teint violet et un pouvoir qui hypnotise ses victimes, celles-ci lui obéissant grâce à ses puissantes suggestions mentales. Daredevil est l'une des rares personnes dans le monde qui échappent à son pouvoir, ceci grâce à sa grande volonté.
- L'Homme aux échasses : un criminel qui utilise une armure aux pieds télescopiques aussi hauts que des gratte-ciels.
- Les Animen : une équipe de quatre hybrides (mi-hommes mi-animaux) qui comprend : le Chat qui utilise ses griffes et son agilité ; le Faucon qui profite de ses ailes ; le Gorille qui use de ses muscles et l'Homme Grenouille qui effectue des bonds ahurissants.
- Le Hibou : un autre chef rival de la pègre de New York. C'est un homme cruel, prêt à tout pour éliminer ses ennemis, surtout le Caïd.
- Le Matador : l'un des premiers ennemis de Daredevil, créé par Wallace Wood. Comme les matadors des corridas, il se sert de son épée pour combattre Daredevil.
- Typhoid Mary (Mary Walker) : une ancienne comédienne à la jeunesse difficile et mystérieuse, devenue Typhoid Mary le jour où Matt la défenestra accidentellement, alors que celui-ci poursuivait l'assassin présumé de son père. Mary est une psychopathe armée de sabres, qui a la moitié de son visage peint en blanc. Souffrant de schizophrénie depuis son enfance, elle peut présenter deux visages : celui de Typhoid, la tueuse ou de Mary, la douce comédienne. Dans la longue série d'épisodes qui voient son apparition, sa schizophrénie répond à celle de Daredevil, issue de sa double identité. C'est cette double séduction, plus que la force physique de Typhoid Mary, qui provoque la quasi destruction de Matt Murdock.
- Le Pitre (Jonathan Powers) : un comédien raté, qui est à Daredevil ce que le personnage du Joker est à Batman, mais en moins cruel. Il sera abattu par le Punisher dans le crossover Civil War alors que le Pitre pourchassait Spider-Man.
- Mister Hyde (Calvin Zabo) : comme le docteur Jekyll, le docteur Calvin Zabo a trouvé un moyen de changer de personnalité, mais depuis ne peut plus réintégrer son corps original. Il est devenu pour toujours Mister Hyde, une brute épaisse décérébrée vendant ses services aux plus offrant.

## Versions alternatives
Les différents univers parallèles de Marvel ont permis plusieurs versions de Daredevil :
- Daredevil 1602 : Matt Murdock est un barde aveugle et un aventurier à louer ;
- Top BD 42 : Univers X : dans le monde dominé par le mutant Apocalypse, Matt Murdock est un humain aveugle génétiquement modifié au service du cavalier Mikhail Rasputin ;
- Daredevil noir : dans sa collection inspirée des romans noirs, Marvel a publié une mini-série où Matt Murdock est un détective privé des années 1930 ;
- Version Terre-65 : dans la série Spider Gwen consacrée à une version alternative de Spider-Man, où l'araignée radioactive a mordu Gwen Stacy devenu Spider-Gwen, Matt Murdock est un avocat aveugle maléfique travaillant pour le Caïd. Il se retrouve souvent opposé à Spider Woman[7].

## Apparitions dans d'autres médias
Sauf indication contraire, les informations mentionnées dans cette section peuvent être confirmées par la base de données cinématographiques IMDb,  présente dans la section « Liens externes ».
Interprété par Ben Affleck
- 2003 : Daredevil réalisé par Mark Steven Johnson. Depuis de longues années, Matthew Murdock mène une double vie. Le jour, il est avocat au cabinet Nelson & Murdock et dès la tombée de la nuit, il devient le démon de Hell's Kitchen qui combat l'injustice et poursuit les délinquants qu'il n'a pu condamner. Il fait la rencontre de la mystérieuse Elektra Natchios qui l'influence à améliorer son quotidien. En parallèle, il finit par découvrir l'existence de réseaux criminels gangrenant la ville orchestrés par le Caïd, un homme dirigeant la mafia new-yorkaise dans l'ombre et devra également protéger ses êtres les plus chers face à un assassin aussi prétentieux qu'incontrôlable : Bullseye.
- 1994-1996 : Les Quatre Fantastiques (série d'animation) - doublé en anglais par Bill Smitrovich.
- 1994-1998 : Spider-Man, l'homme-araignée (série d'animation) - doublé en anglais par Edward Albert.

Interprété par Rex Smith
- 1989 : Le Procès de l'incroyable Hulk (téléfilm). Bruce Banner débarque dans une ville contrôlée par Wilson Fisk. À la suite d'un accident, il est mis en prison. Il sera assisté par l'avocat Matt Murdock.

Interprété par Charlie Cox dans l'univers cinématographique Marvel

### Séries télévisées
- 2015–2018 : Daredevil (39 épisodes - rôle principal)
- 2017 : The Defenders (8 épisodes - rôle principal)
- 2022 : She-Hulk (saison 1, épisodes 8 et 9)
- 2023 : Echo (saison 1, épisode 1)
- 2025 : Votre fidèle serviteur Spider-Man (Your Friendly Neighborhood Spider-Man) (série d'animation)
- 2025 : Daredevil: Born Again (18 épisodes - rôle principal)

### Films
- 2021 : Spider-Man: No Way Home

### Jeux vidéo
- 2005 : Marvel Nemesis : L'Avènement des imparfaits
- 2006 : Marvel Ultimate Alliance
- 2009 : Marvel Ultimate Alliance 2
- 2013 : Marvel Heroes
- 2013 : Lego Marvel Super Heroes
- 2016 : Lego Marvel's Avengers
- 2017 : Lego Marvel Super Heroes 2